# Gigantochloa aspera
Gigantochloa aspera là một loài thực vật có hoa trong họ Hòa thảo. Loài này được (Rumph.) Kurz mô tả khoa học đầu tiên năm 1866.